# M16 (automatkarbin)
Rifle, Caliber 5.56 mm, M16 (Gevär, Kaliber 5,56 mm, M16) eller Carbine, Caliber 5.56 mm, M4 (Karbin, Kaliber 5,56 mm, M4) i nedkortad version är en automatkarbin och är USA:s enhetsvapen för infanterister. Vapnet tillverkas av bland andra Colt's Manufacturing Company och Fabrique Nationale, vilka tillverkat den största delen av de M16-varianter som används inom USA:s krigsmakt. 
Vapnet kan, beroende på variant, avge: patronvis eld, treskottspunkteld eller automateld. Den civila versionen AR-15 (Armalite Rifle 15) är endast halvautomatisk, på grund av annan konstruktion och ej kompatibla delar.

## Historia
Tidigt under Vietnamkriget hade M16 problem med eldavbrott. En del av orsaken till detta var att man använde en annan sorts "smutsigare" krut än tänkt från början och eftersom vapnet lanserades som nästan underhållsfritt levererades det utan vapenvårdsutrustning eller ordentlig utbildning i vapenvård. Magasinen var också bristfälliga och fylldes ofta inte fullt för att undvika eldavbrott. Det för den tiden något udda utseendet och bräckliga plastdelarna fick en del av användarna att längta tillbaka till M14 som var gjord i trä och stål. På grund av klagomål och den bristande funktionssäkerheten infördes en rad förbättringar som ledde till en ny version: M16A1, som togs i bruk 1967. 
M16 blev standardvapen inom USA:s marinkår 1983 och inom USA:s armé 1986. 1985 kom M16A2. Förändringar från M16A1 var bland annat ett nytt bakre riktmedel avsett för att kunna göra sid/vindavdriftskorrigering. Man bytte till en kraftigare pipa, förstärkte lådan, en längre kolv och automatläget ersattes av ett treskottsläge.
Med M16A2 kom också M16A3, främst avsett för specialstyrkor. M16A3 tillverkades i ett mindre antal, där skillnaden från M16A2 var ett automatläge istället för treskottsläget. Det sägs ofta att M16A3 också har ett löstagbart bärhandtag. Detta stämmer inte utan beror på ett missförstånd, då tillverkare på den civila marknaden använde benämningen A3 för gevär med löstagbart bärhandtag innan amerikanska militären gav benämningen till sitt gevär som inte har det.
Den senaste varianten, M16A4, har ett avtagbart bärhandtag, med en skena avsedd för montering av diverse optiska riktmedel och/eller ljusförstärkare. M16A4 har som M16A2 ett treskottsläge istället för automat.
Ett flertal andra varianter används och har använts i mindre skala.

## Utformning
Målet med M16 var att skapa ett modernt vapen genom att använda moderna material och en lättare ammunition. Vapnet är tillverkat till största delen i aluminium och plast, med undantag för delar av mekanismen samt pipan. M16 ersatte eftersom M14 i amerikansk tjänst. M16 använder sig av NATO:s ammunition med kalibern 5,56 mm. Den praktiska skottvidden är cirka 500 meter, men vissa enheter använder den för nedhållande eld upp till 800 meter. Kulans maximala skottvidd är cirka 3 600 meter.

## Utspridning
M16 är världens mest spridda vapen i kalibern 5,56 mm. Ett par viktiga tillverkare är Diemaco som tillverkar de varianter som används av bland annat Danmarks, Nederländernas och Kanadas försvarsmakter och Heckler & Koch, som nyligen (2007) valts som leverantör av ett större antal HK416 till den norska försvarsmakten, Heckler & Koch HK416 skiljer sig dock på en rad punkter från grunddesignen M16. Det finns även en  granattillsats som monteras under huvudvapnet, M203. Den används bland annat inom amerikanska, svenska och flera andra försvars- och krigsmakter. I USA monteras den på i allmänhet M16 eller karbin M4 och i Sverige på ak 5 och ak 4. Den är i kalibern 40 mm och kan avfyra bland annat spränggranater, rök- och lysgranater. I svenska försvaret går tillsatsen under namnet Granattillsats 40 mm Ak.

### Användare
Länder som har använt eller använder sig av M16-varianter är bland andra:

- Australien
- Barbados
- Bolivia
- Botswana
- Brasilien
- Brunei
- Chile
- Costa Rica
- Danmark
- Dominikanska republiken
- England
- Fiji
- Filippinerna
- Frankrike
- Ghana
- Grekland
- Grenada
- Haiti
- Honduras
- Indonesien
- Irland
- Israel
- Jamaica
- Kambodja
- Kamerun
- Kongo-Kinshasa
- Kuwait
- Laos
- Liberia
- Malaysia
- Marocko
- Mexiko
- Myanmar
- Nigeria
- Nederländerna
- Norge
- Nya Zeeland
- Oman
- Panama
- Qatar
- Saudiarabien
- Sri Lanka
- Sydkorea
- Sydvietnam
- Taiwan
- Thailand
- Tunisien
- Turkiet
- Tyskland
- Uruguay
- USA
- Vietnam

## Varianter
| Modellnummer            | Militärbeteckning      | Bruk         | Produktion      | Lopp   | Omställare      | Handskydd         | Låda    | Kolv                                        | Noter |
| ----------------------- | ---------------------- | ------------ | --------------- | ------ | --------------- | ----------------- | ------- | ------------------------------------------- | ----- |
| Colt Model 601          | AR-15                  | USAF         | 1959–1963       | 508 mm | S, P, A         | –                 | –       | fast                                        | –     |
| Colt Model 602          | AR-15 XM16             | USAF         | 1963–1964       | 508 mm | S, P, A         | –                 | –       | –                                           | –     |
| Colt Model 603          | XM16E1                 | US Army USMC | 1964–1967       | 508 mm | S, P, A         | –                 | –       | –                                           | –     |
| Colt Model 603          | M16A1                  | US Army USMC | 1967–1982       | 508 mm | S, P, A         | triangulär, kort  | –       | –                                           | –     |
| Colt Model 604          | M16                    | USAF         | 1964–1965, 1970 | 508 mm | S, P, A         | –                 | –       | fast                                        | –     |
| Colt Model 604 modified | Mk 4 Mod 0             | USN          | 1970–1971       | 508 mm | S, P, A         | –                 | –       | –                                           | –     |
| Colt Model 607          | Car-15 SMG             | US Army      | 1965            | 254 mm | S, P, A         | runt, räfflat     | A0      | skjutbar, plast, rembygel nedtill           | –     |
| Colt Model 607A         | Car-15 SMG             | US Army      | –               | 254 mm | S, P, A         | triangulär, kort  | XM16E1  | skjutbar, plast, rembygel nedtill           | –     |
| Colt Model 607B         | Car-15 SMG             | US Army      | –               | 254 mm | S, P, 3, A      | runt, räfflat     | A0      | skjutbar, plast, rembygel nedtill           | –     |
| Colt Model 609          | XM177E1                | US Army      | 1967–1968       | 254 mm | S, P, A         | runt, räfflat     | A1 / A0 | skjutbar, aluminium, rembygel upptill       | –     |
| Colt Model 610          | XM177                  | US Army      | 1966            | 508 mm | S, P, A         | –                 | –       | –                                           | –     |
| Colt Model 610          | GAU-5/P                | USAF         | 1966            | 508 mm | S, P, A         | –                 | –       | –                                           | –     |
| Colt Model 629          | XM177E2                | US Army      | 1967–1970       | 292 mm | S, P, A         | runt, räfflat     | A1 / A0 | skjutbar, aluminium, rembygel upptill       | –     |
| Colt Model 629          | GAU-5/A/B              | USAF         | 1967–1970       | 254 mm | S, P, A         | –                 | –       | –                                           | –     |
| Colt Model 630          | GAU-5/A/A              | USAF         | ?               | 292 mm | S, P, A         | runt, räfflat     | A1 / A0 | skjutbar, aluminium, rembygel upptill       | –     |
| Colt Model 645          | M16A1E1/PIP            | ?            | ?               | 508 mm | S, P, A S, P, 3 | –                 | –       | –                                           | –     |
| Colt Model 645          | M16A2                  | US Army USMC | 1984–1996       | 508 mm | S, P, 3         | –                 | –       | fast                                        | –     |
| Colt Model 645E         | M16A2E1                | ?            | ?               | 508 mm | S, P, 3         | –                 | –       | –                                           | –     |
| –                       | M16A2E2                | ?            | ?               | 508 mm | S, P, 3         | –                 | –       | –                                           | –     |
| Colt Model 646          | M16A2E3 M16A3          | USN          | 1996–1997       | 508 mm | S, P, A         | –                 | –       | –                                           | –     |
| Colt Model 649          | GAU-5/A                | USAF         | ?               | 292 mm | S, P, A         | runt, räfflat     | A1 / A0 | skjutbar, aluminium, rembygel upptill       | –     |
| –                       | GUU-5/P                | USAF         | ?               | 370 mm | S, P, A         | runt, räfflat     | A0      | skjutbar, aluminium, rembygel upptill       | –     |
| Colt Model 655          | M16A1 Special (Sniper) | ?            | ?               | 508 mm | S, P, A         | –                 | –       | –                                           | –     |
| Colt Model 656          | M16A1 Special (Sniper) | ?            | ?               | 508 mm | S, P, A         | –                 | –       | –                                           | –     |
| Colt Model 723          | –                      | –            | –               | –      | –               | –                 | –       | –                                           | –     |
| Colt Model 727          | „Mogadishu Carbine“    | –            | –               | 370 mm | S, P, A         | runt, räfflat     | A2      | skjutbar, plast, rembygel upptill           | –     |
| Colt Model 777          | M4                     | US Army      | –               | 370 mm | S, P, 3         | dubbel värmeskydd | A2      | ställbar (4 lägen), plast, rembygel upptill | –     |
| Colt Model 920          | M4                     | US Army      | –               | 370 mm | S, P, 3         | dubbel värmeskydd | flattop | ställbar (6 lägen), plast, rembygel nedtill | –     |
| Colt Model 921HB        | M4A1                   | US Army      | –               | 370 mm | S, P, A         | dubbel värmeskydd | flattop | ställbar (6 lägen), plast, rembygel nedtill | –     |
| Colt Model 945          | M16A2E4 M16A4          | US Army USMC | 1996–           | 508 mm | S, P, 3         | –                 | –       | –                                           | –     |

### AR-15
AR-15 är ett civilt halvautomatisk gevär som används för sportskytte och jakt. AR-15 skiljer sig tekniskt från en M16 då en AR-15 bland annat saknar möjlighet till helautomatisk eld. AR-15 är en förkortning för Armalite Rifle 15. 

## Tillverkare
Några kända tillverkarna är:
- ArmaLite
- Bushmaster
- Daewoo Precision Industries
- Colt Defense
- Elisco
- FN Herstal
- General Motors Hydramatic Division
- H & R Firearms
- Olympic Arms
- Rock River Arms
- U.S. Ordnance